# Pascal Gallois
Pour les articles homonymes, voir Gallois (homonymie).
Pascal Gallois, né en 1959 à Linselles près de Lille, est un bassoniste, un chef d'orchestre et un enseignant musical français, spécialiste notamment de musique classique contemporaine.

## Biographie
Pascal Gallois étudie avec Maurice Allard au Conservatoire national supérieur de musique et de danse de Paris. À partir de 1981, il est membre de l'ensemble intercontemporain, soliste, aux côtés de Pierre Boulez. Il y apporte des œuvres contemporaines pour basson originales ou en première française, comme In Friendship de Karlheinz Stockhausen (enregistré en 1984, ou Sequenza XII de Luciano Berio, en 1995,. En tant que chef d'orchestre, il a dirigé notamment l’Ensemble Orchestral Contemporain.
Le développement du répertoire contemporain pour le basson est une de ses préoccupations. Des compositeurs tels que György Kurtag, Olga Neuwirth, Philippe Fénelon, Brice Pauset, Toshio Hosokawa et Mark Andre écrivent pour lui des pièces qu'il crée et enregistre.
De 1994 à 2000, il est professeur au Conservatoire de Paris et de 2001 à 2007 à la Haute École d'art de Zurich. Il est également l'auteur de Die Spieltechnik des Fagotts (La technique de jeu du basson), consacré aux nouvelles techniques de jeu pour bassonistes et compositeurs. Depuis 2002, il enseigne à l'Institut international de la musique de Darmstadt.
Il est aussi le père de la danseuse et chorégraphe Jann Gallois, et le frère du flûtiste Patrick Gallois.

## Créations musicales (sélection)
- Dialogues, avec des œuvres de Pierre Boulez, György Kurtag, Philippe Schoeller.
- Voyages, avec des œuvres de Luciano Berio, Toshio Hosokawa, Philippe Schoeller.
- # 3 avec des œuvres de Olga Neuwirth, Dai Fujikura, Bruno Mantovani.
- Sequenzas, une œuvre de Luciano Berio.

## Publication
- "Die Spieltechnik des Fagotts (La technique de jeu du basson)" (livre avec CD, Bärenreiter-Verlag )